# Rodzice chrzestni z Tokio
Rodzice chrzestni z Tokio (jap. 東京ゴッドファーザーズ Tōkyō Goddofāzāzu; ang. Tokyo Godfathers) – japoński film animowany z 2003, którego reżyserem jest Satoshi Kon. Opowiada o tym, jak troje bezdomnych ludzi opiekowało się maleństwem. Film jest przeznaczony dla młodzieży i dorosłych.

## Fabuła
Akcja trzeciego filmu Satoshi Kona rozpoczyna się w dzień wigilii Bożego Narodzenia. Trójka bezdomnych zamieszkujących ulice Tokio: były zawodowy kolarz Gin, podstarzała drag queen Hana oraz nastoletnia dziewczyna imieniem Miyuki, grzebiąc w śmieciach znajduje porzuconego niemowlaka. To niezwykłe odkrycie zmienia życie bohaterów, którzy postanawiają wspólnie zaopiekować się dzieckiem, i przy pomocy wskazówek pozostawionych przy maleństwie odnaleźć jego prawdziwych rodziców.

## Nagrody
- 2004: Nagrody filmowe Mainichi:
  - najlepszy film animowany
- Japan Media Arts Festival:
  - Excellence Prize[1]